# Epinannolene trinidadensis
Epinannolene trinidadensis är en mångfotingart som beskrevs av Chamberlin 1918. Epinannolene trinidadensis ingår i släktet Epinannolene och familjen Epinannolenidae. Inga underarter finns listade i Catalogue of Life.